# Лєскіна Ульяна Григорівна

Могила Ульяни Лєскіної

Лє́скіна Улья́на Григо́рівна (рос. Ле́скина Улья́на Григо́рьевна; 19 жовтня 1915 — 8 травня 1996) — птахівниця колгоспу «Світлий шлях» Октябрського району Волгоградської області, Герой Соціалістичної Праці (з 1966 року).
Померла 8 травня 1996 року. Похована в Києві на Берковецькому кладовищі.